# Tămașu, Harghita

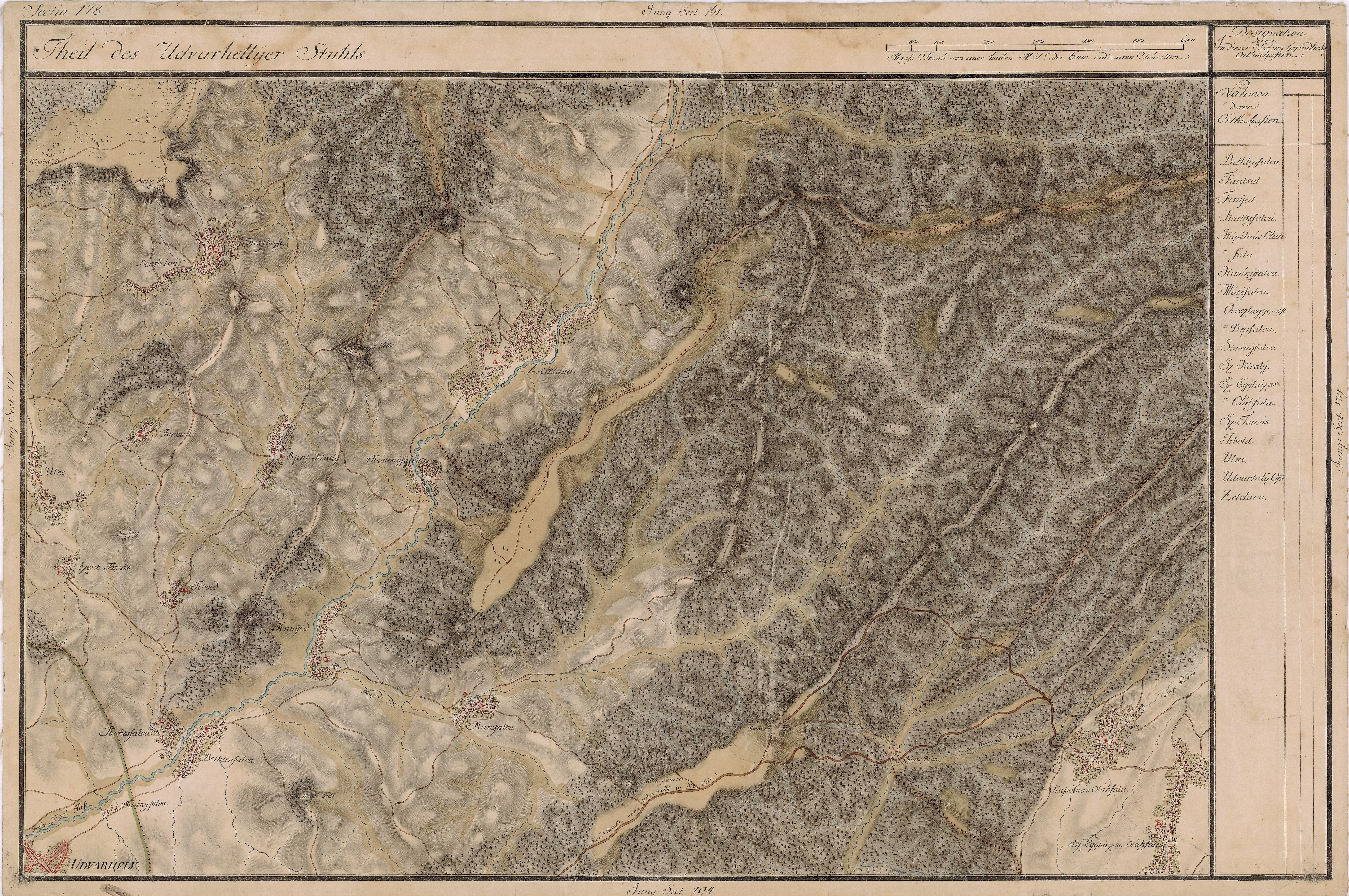
Tămașu în Harta Iosefină a Transilvaniei, 1769-73

Tămașu (maghiară Székelyszenttamás) este un sat în comuna Dealu din județul Harghita, Transilvania, România.

## Imagini

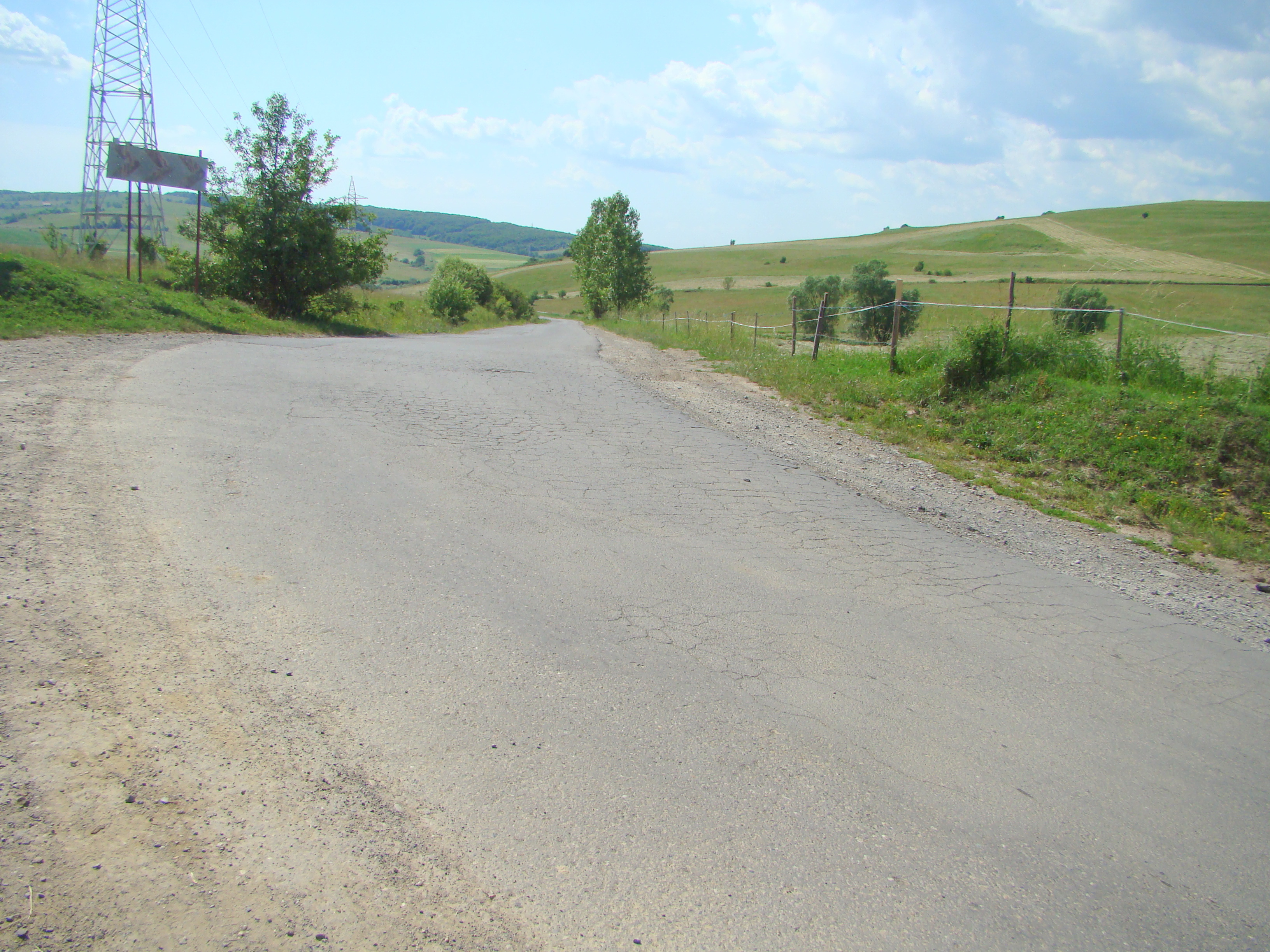
DJ 134 B spre Tămașu
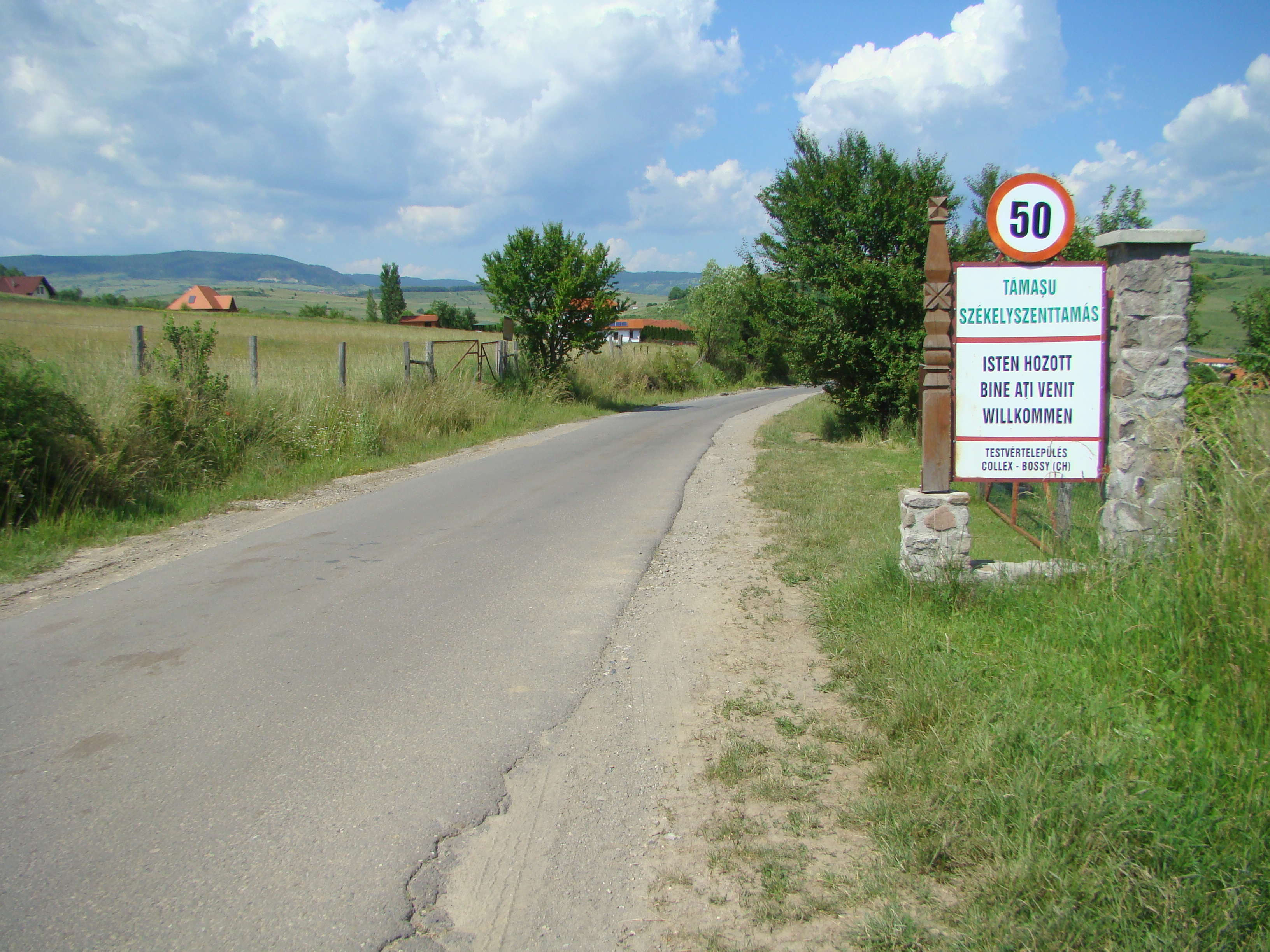
Intrarea în localitate
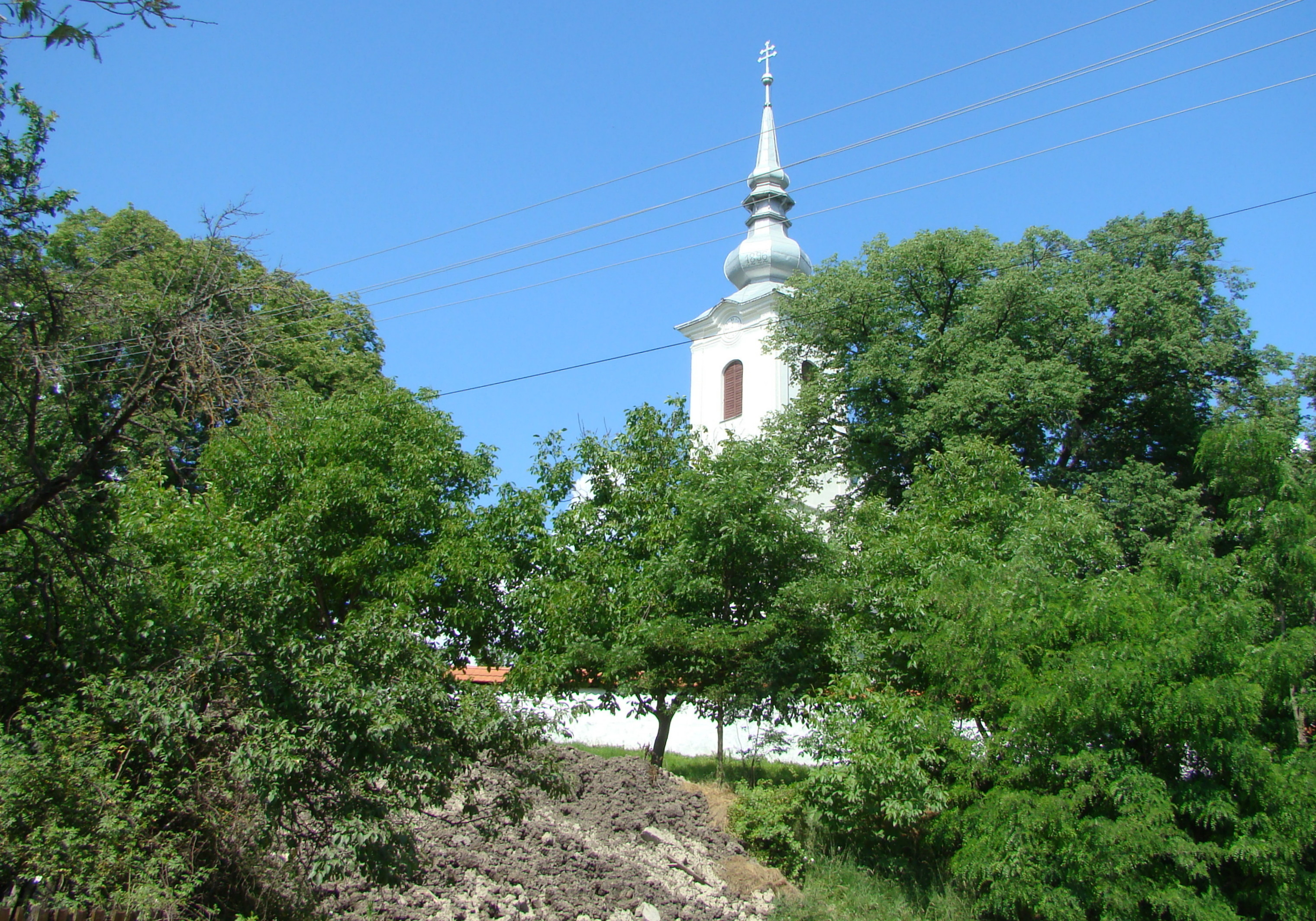
Turnul bisericii romano-catolice construită în 1820
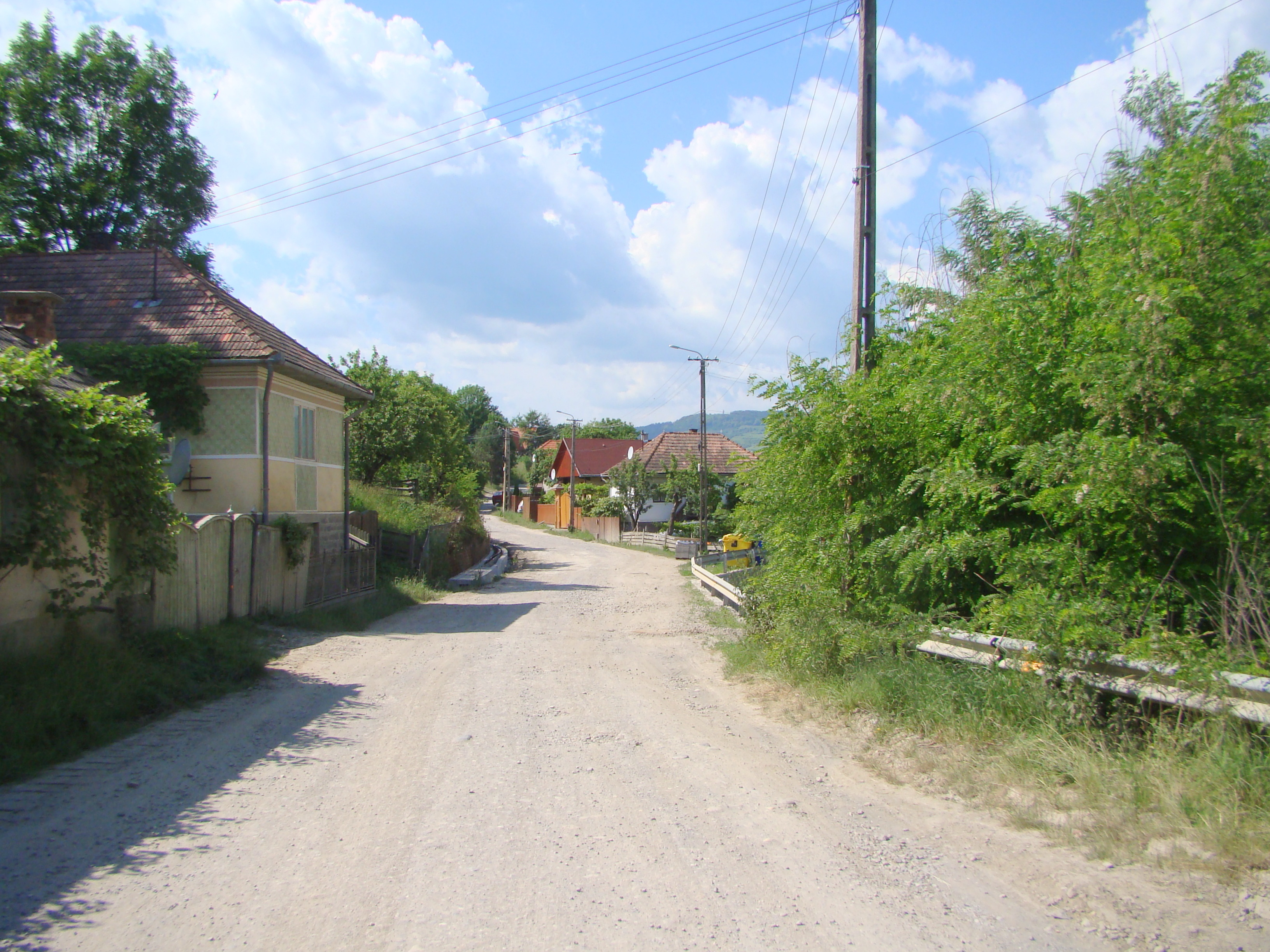
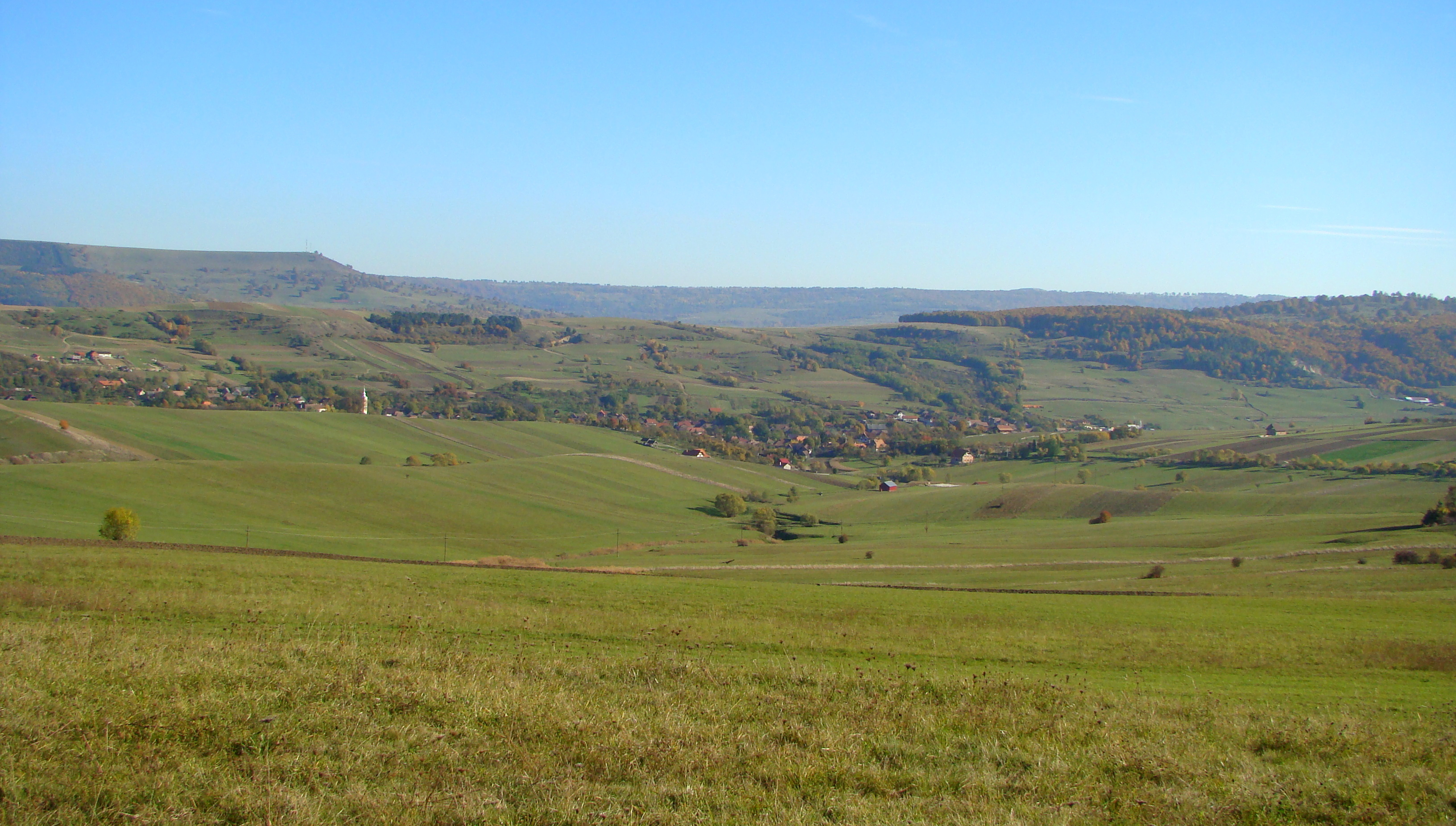

 Acest articol despre o localitate din județul Harghita este deocamdată un ciot. Puteți ajuta Wikipedia prin completarea lui.